# Mega Man X3
Mega Man X3, i Japan känt som Rockman X3 (ロックマンX3?), är ett SNES-spel utvecklat av Capcom. Spelet släpptes ursprungligen i Japan den 1 december 1995 och senare i Nordamerika och PAL-regionen 1996. Spelet är det tredje i Mega Man X-serien, och det sista sådana till SNES. Spelet släpptes även på samlingen Mega Man X Collection 2006.

## Handling
Spelet utspelar sig under 2100-talet, och skildrar Mega Mans och Zeros kamp mot Dr. Doppler.

### Mavericks
Detta är en lista över alla de Mavericks som X, Zero och Axl kommer stöta på under spelens gång. Det finns åtta stycken i varje spel, och de baseras ofta på djur eller plantor.
| Engelskt namn    | Japanskt namn     | Specialvapen   |
| ---------------- | ----------------- | -------------- |
| Blast Hornet     | Explause Horneck  | Parasitic Bomb |
| Blizzard Buffalo | Frozen Buffalio   | Frost Shield   |
| Crush Crawfish   | Scissors Shrimper | Spinning Blade |
| Gravity Beetle   | Gravity Beetbood  | Gravity Well   |
| Neon Tiger       | Shining Tigerd    | Ray Splasher   |
| Toxic Seahorse   | Acid Seaforce     | Acid Burst     |
| Tunnel Rhino     | Screw Masaider    | Tornado Fang   |
| Volt Catfish     | Electro Namazuros | Triad Thunder  |

### Fotnoter
1. ↑  ”Super NES Games” (på engelska). Nintendo of America. Arkiverad från originalet den 14 juni 2011. https://web.archive.org/web/20110614155658/http://www.nintendo.com/consumer/gameslist/manuals/snes_games.pdf. Läst 3 maj 2014.
2. ↑  ”Capcom announces Mega Man X3” (på engelska). Computer Games Magazine. 5 oktober 1998. Arkiverad från originalet den 14 oktober 2002. https://archive.is/20021014225238/http://www.cdmag.com/articles/014/148/mm3.html. Läst 3 maj 2014.